# Thryptomene nealensis
Thryptomene nealensis là một loài thực vật có hoa trong Họ Đào kim nương. Loài này được J.W.Green miêu tả khoa học đầu tiên năm 1980.